# 拉布雷德城堡

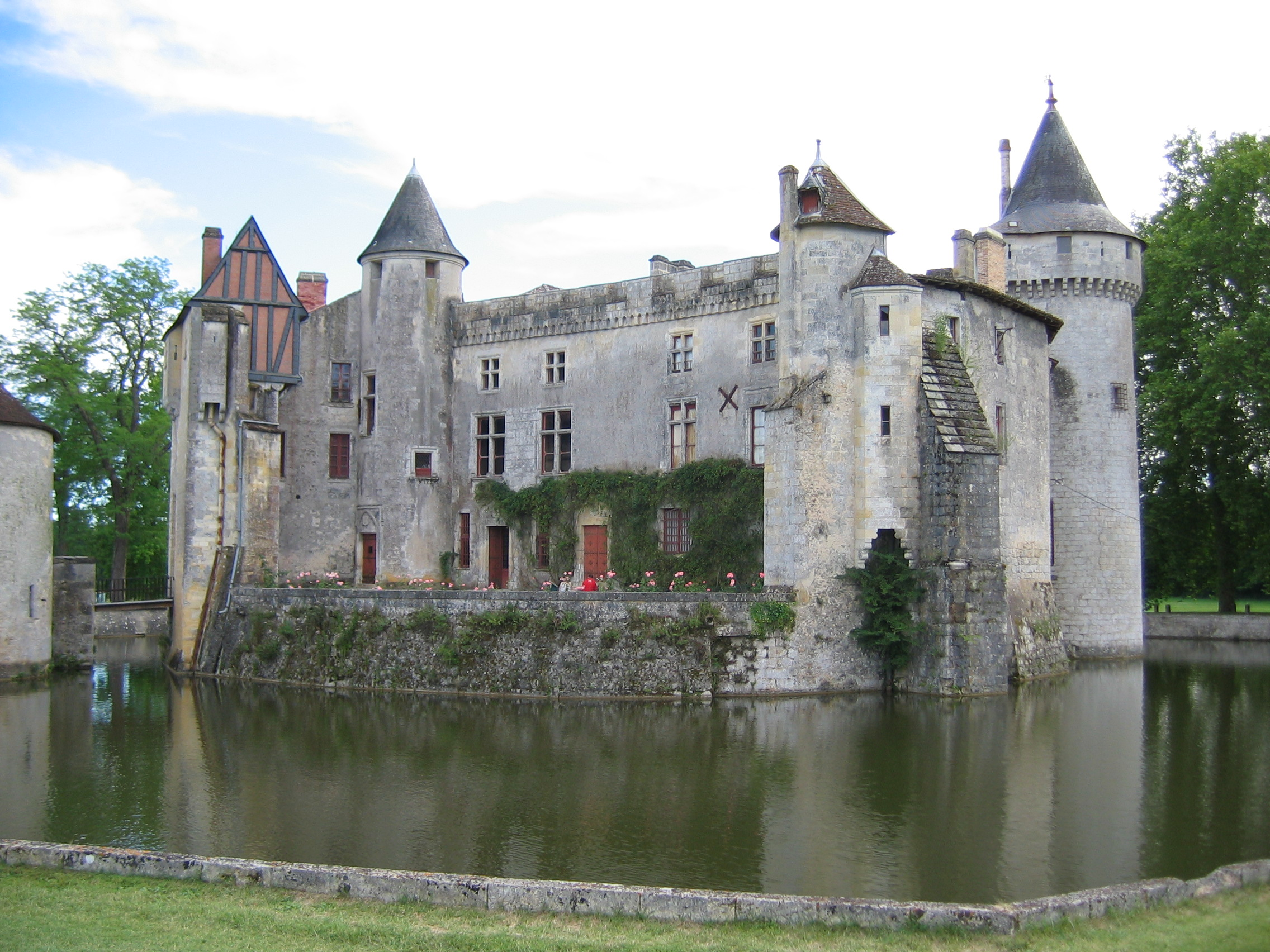
拉布雷德城堡

拉布雷德城堡（法語：Château de La Brède）是位于法国西南部吉伦特省拉布雷德镇的一座封建城堡，作为法国启蒙运动大师孟德斯鸠的出生地和故居而闻名。